# Школа № 7 (Мелітополь)
Вечірня школа № 7 — школа в місті Мелітополь.

## Історія
Школа розташована за адресою вул. Інтеркультурна, 400-а. У ній 835 учнів, 31 клас та 81 співробітник. Мова навчання українська, профіль — українська філологія.
Школа відкрилася в 1981. У 2009 році Навчально-виховний комплекс № 9 змінив статус, ставши гімназією № 9 і учні молодших класів були переведені з нього до школи № 7.
У школі працює музей «Юні захисники Вітчизни», створений у 1997 році з ініціативи ветерана війни Віктора Прокопова, старшого його першим директором.
На базі школи щорічно організуються літні денні табори.
У 2019—2020 роках школа утеплялася. У 2020 році було замінено покрівлю. У 2021 році школа була перетворена на гімназію.

## Директори
- Альохіна Олена Миколаївна
- Плетніченко Валентина
- Елькін Марк Вініамінович
- Мордасов Валерій Степанович[6]
- Процишина Тетяна Василівна[7]
- Прокопець Катерина Віталіївна

## Відомі вчителі
- Тетяна Забаляєва — вчитель початкових класів, переможець обласного конкурсу «Учитель року» (2011)[8]
- Інна Пиморенко — вчитель фізкультури, переможець обласного конкурсу «Учитель року» (2012)[9]